# Station Aalbæk
Station Aalbæk is een station in Aalbæk in de Deense gemeente Frederikshavn. 
Het oorspronkelijk station aan de lijn Frederikshavn - Skagen dateerde uit 1890. Het huidige stationsgebouw werd gebouwd in 1933 en is een ontwerp van de architect Ulrik Plesner.